# Ganachleba
Ganachleba (abchazsky Ганахлеба, gruzínsky განახლება – Ganachleba) je vesnice v Abcházii v okrese Gali. Leží přibližně 15 km jižně od okresního města Gali. Na západě sousedí s Gagidou, na severu s Dolním Bargjapem a se Sidou a na východě a jihu s Nabakií.
Oficiálním názvem obce je Vesnický okrsek Ganachleba (rusky Ганахлебская сельская администрация, abchazsky Ганахлеба ақыҭа ахадара). Za časů Sovětského svazu se okrsek jmenoval Ganachlebský selsovět (Ганахлебский сельсовет).

## Historie
Ganachleba byl v minulosti součástí gruzínského historického regionu Samegrelo, od 17. století Samurzakanu. Po vzniku Sovětského svazu byla vesnice součástí Abchazské ASSR a spadala pod okres Gali. Téměř celá populace byla gruzínské národnosti.
Během války v Abcházii v letech 1992–1993 byla obec ovládána gruzínskými vládními jednotkami. Na konci této války zdejší obyvatelé uprchli z Abcházie. Většina se po skončení bojů vrátila a ocitla se pod vládou separatistické Abcházie. Od té doby dokonce počet obyvatel oproti stavu před válkou značně narostl.
Dle Moskevských dohod z roku 1994 o klidu zbraní а o rozdělení bojujících stran byl Ganachleba začleněn do nárazníkové zóny, kde se o bezpečnost staraly mírové vojenské jednotky SNS v rámci mise UNOMIG. Mírové sbory Abcházii opustily poté, kdy byla v roce 2008 Ruskem uznána nezávislost Abcházie.

## Obyvatelstvo
Dle nejnovějšího sčítání lidu z roku 2011 je počet obyvatel této obce 510 a jejich složení následovné:
- 505 Gruzínů (99,0 %)
- 4 Abchazové (0,8 %)
- 1 Megrel (0,2 %)

Před válkou v Abcházii žilo v obci 321 obyvatel.